# Ali Claudi
Albrecht „Ali“ Claudi (* 17. Oktober 1942 in Fröndenberg; † 12. Oktober 2023) war ein deutscher Jazz- und Bluesmusiker (Gitarrist und Sänger).

## Leben

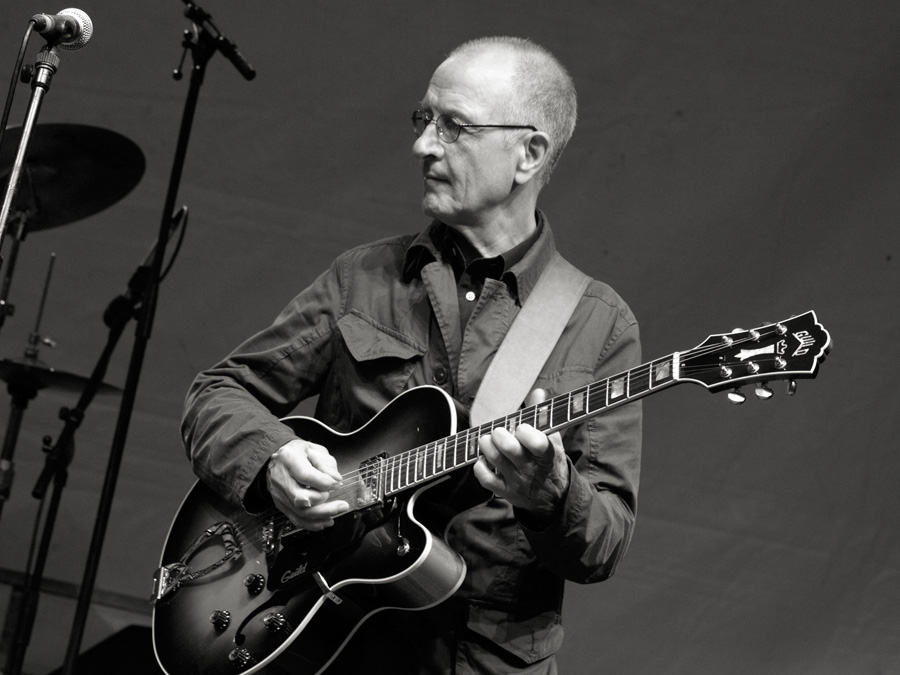
Ali Claudi, Offside Festival 2008

Claudi war seit 1960 als Sologitarrist im Jazzbereich tätig. 1964 gründete er mit dem Pianisten Leo von Knobelsdorff die Boogie Woogie Company; diese trat 1965 beim Comblain Jazz Festival auf. Er spielte auch auf den Berliner Jazztagen (1969), auf Festivals in Maastricht und Brüssel, beim Offside 2008 und mehrmals auf den Leverkusener Jazztagen. Er arbeitete mit unterschiedlichen eigenen Gruppen und schloss sich von 1969 bis 1973 der Krautrock-Band Gomorrha an. Außerdem begleitete er Musiker wie Bill Coleman, Big Joe Turner, Jimmy Woode, Eddie Boyd, Booker Ervin, Stu Martin, Dusko Goykovich, Wilton Gaynair, Kurt Edelhagen oder Sal Nistico.

## Bands und Formationen
- Bottle Imps, 1960–1964
- Boogie Woogie Company, seit 1964
- Ali Claudi Quartett, 1965–1970
- Ali Claudi’s Soul Four, 1968–1974
- Gomorrha, 1968–1971
- The Blues and Latin Band, seit 1974
- Ali Claudi’s New Four, seit 1975
- Ali Claudi Trio, seit 1978
- Ali Claudi / Andreas Polte Guit-Duo, seit 1998
- The Groove, seit 2000
- Claudi / Adam / Schröder The Art of Swing, seit 2007

## Diskografische Hinweise
- Guitar Seasons (Ali Claudi - Produktion, CD)
- At Work (Ali Claudi - Produktion, CD)
- Straight Forward (Ali Claudi - Produktion, CD)
- The Groove, Cooking Up (Groove - Produktion, CD)
- Claudi / Adam The Art of Swing (C-A - Produktion, CD)
- Jazz am Rhein (Columbia SMC 74334, LP)

## Lexikalischer Eintrag
- Jürgen Wölfer: Jazz in Deutschland. Das Lexikon. Alle Musiker und Plattenfirmen von 1920 bis heute. Hannibal Verlag, St. Höfen 2008